# Constantino Láscaris de Niceia
Constantino Láscaris (em grego: Κωνσταντίνος Λάσκαρης) foi imperador bizantino por uns poucos meses entre 1204 e o início de 1205.

## Primeiros anos
Constantino nasceu de uma família nobre, embora não tão renomada, bizantina. Praticamente nada se sabe sobre ele antes dos eventos da Quarta Cruzada, exceto que sua ascensão começou depois que seu irmão, Teodoro, se casou com um membro da família imperial, tornando-se genro do imperador Aleixo III Ângelo.
Durante o primeiro cerco de Constantinopla, em 1203, recebeu o comando do melhor grupamento de tropas disponível e liderou os defensores gregos em saídas contra os cruzados entrincheirados à volta da cidade. Nenhuma conseguiu o objetivo de levantar o cerco e finalmente Constantino recebeu ordens de atacar os burgúndios, que estavam de guarda na ocasião. Os gregos avançaram, mas acabaram sendo repelidos de volta aos portões da cidade, mesmo com as grandes pedras que atiravam os defensores das muralhas contra os cruzados que avançavam. O próprio Constantino acabou sendo capturado ainda montado em seu cavalo por Guilherme de Neully e foi provavelmente mantido preso para ser trocado por um resgate, uma prática habitual na época. Em algum momento do cerco ele foi solto, pois logo se viu imiscuído nos eventos do segundo cerco, em 1204.

## Elevação a imperador
Depois que os cruzados invadiram Constantinopla, em 12 de abril de 1204, e começaram a saquear a cidade, um grande grupo de cidadãos e o que restava da guarda varegue, se juntaram em Santa Sofia para elegerem um novo imperador pois Aleixo V Ducas havia fugido da cidade.
Dois candidatos se apresentaram — Constantino Láscaris e Constantino Ducas (provavelmente o filho de João Ângelo Ducas e, portanto, primo em primeiro lugar de Isaac II Ângelo e Aleixo III. Ambos apresentaram suas candidaturas para serem imperadores, mas o povo não conseguiu decidir entre eles, pois ambos eram jovens e já haviam se provado no campo de batalha. No final, a sorte decidiu e Láscaris foi selecionado para liderar o que restava do exército bizantino como novo imperador.
Láscaris se recusou a aceitar o púrpura imperial; escoltado pelo patriarca de Constantinopla João X, a Milion, ele urgiu o povo reunido a resistir aos invasores latinos com toda força. Porém, a população não estava disposta a arriscar suas vidas em um conflito tão desigual e se voltou para os varegues em busca de ajuda. Estes, mesmo ouvindo os pedidos por honra de Constantino, concordaram em lutar por maiores salários e ele partiu para uma tentativa final de combater os cruzados latinos. Porém, os varegues o traíram e fugiram assim que viram as tropas invasoras com suas poderosas armaduras. Vendo que tudo estava perdido, Constantino rapidamente fugiu da capital nas primeiras horas de 13 de abril de 1204.

## Carreira em Niceia
A resistência grega aos conquistadores latinos começou imediatamente depois sob a liderança de Teodoro Láscaris e a ele rapidamente juntou Constantino. A resistência foi duramente pressionada, a princípio, e, no início de 1205, havia perdido a importante cidade de Adramício para Henrique de Flandres. Teodoro estava ansioso para reverter a situação e enviou Constantino para liderar um grande exército que marchou para lá.
Henrique foi avisado do inimigo que avançava por um armênio e preparou suas forças. Os dois exércitos travaram a Batalha de Adramício no sábado, 19 de março de 1205, diante das muralhas da cidade e o resultado foi uma desastrosa derrota para Constantino e os gregos, com a maior parte de suas forças sendo morta ou capturada.
Nada mais se ouviu de Constantino a partir daí, portanto presume-se que ele tenha sido ou morto ou capturado.

## Família
Constantino tinha seis irmãos: Manuel (morto depois de 1256), Miguel (m. entre 1261 e 1271), Jorge, Teodoro, Aleixo e Isaac Láscaris. Os dois últimos lutaram com os latinos contra João III Ducas Vatatzes, foram aprisionados e cegados em 1224.
De acordo com a obra "The Latins in the Levant. A History of Frankish Greece (1204–1566)", de  William Miller, os sete irmãos podem também ter tido uma irmã, a esposa de Marco I Sanudo e mãe de Ângelo Sanudo. Ele baseou sua teoria em suas próprias interpretações das crônicas italianas. Porém, o "Dictionnaire historique et Généalogique des grandes familles de Grèce, d'Albanie et de Constantinople" (1983), de Mihail-Dimitri Sturdza, rejeitou a teoria baseado no silêncio das fontes primárias bizantinas.

## Incerteza histórica da coroação
A fonte primária para a elevação de Constantino Láscaris é Nicetas Coniates, uma testemunha que relatou a queda de Constantinopla. Porém, dado o papel subordinado de Constantino em relação ao seu irmão Teodoro em 1204, historiadores como Steven Runciman e Donald Queller defendem que foi, na verdade, este e não aquele que estava em Santa Sofia naquele fatídico dia e foi Teodoro o nomeado sucessor de Aleixo V.
Esta incerteza, mais o fato de Constantino ter permanecido não-coroado, implica Constantino nem sempre ser contado entre os imperadores bizantinos. Assim, a convenção, no caso de Constantino Láscaris, é que ele não recebe geralmente um numeral. Se ele fosse contado como "Constantino XI", Constantino XI Paleólogo, o último imperador bizantino, será contado como Constantino XII.